# Finnisches Luftfahrtmuseum
Koordinaten: 60° 18′ 16,3″ N, 24° 57′ 39,5″ O

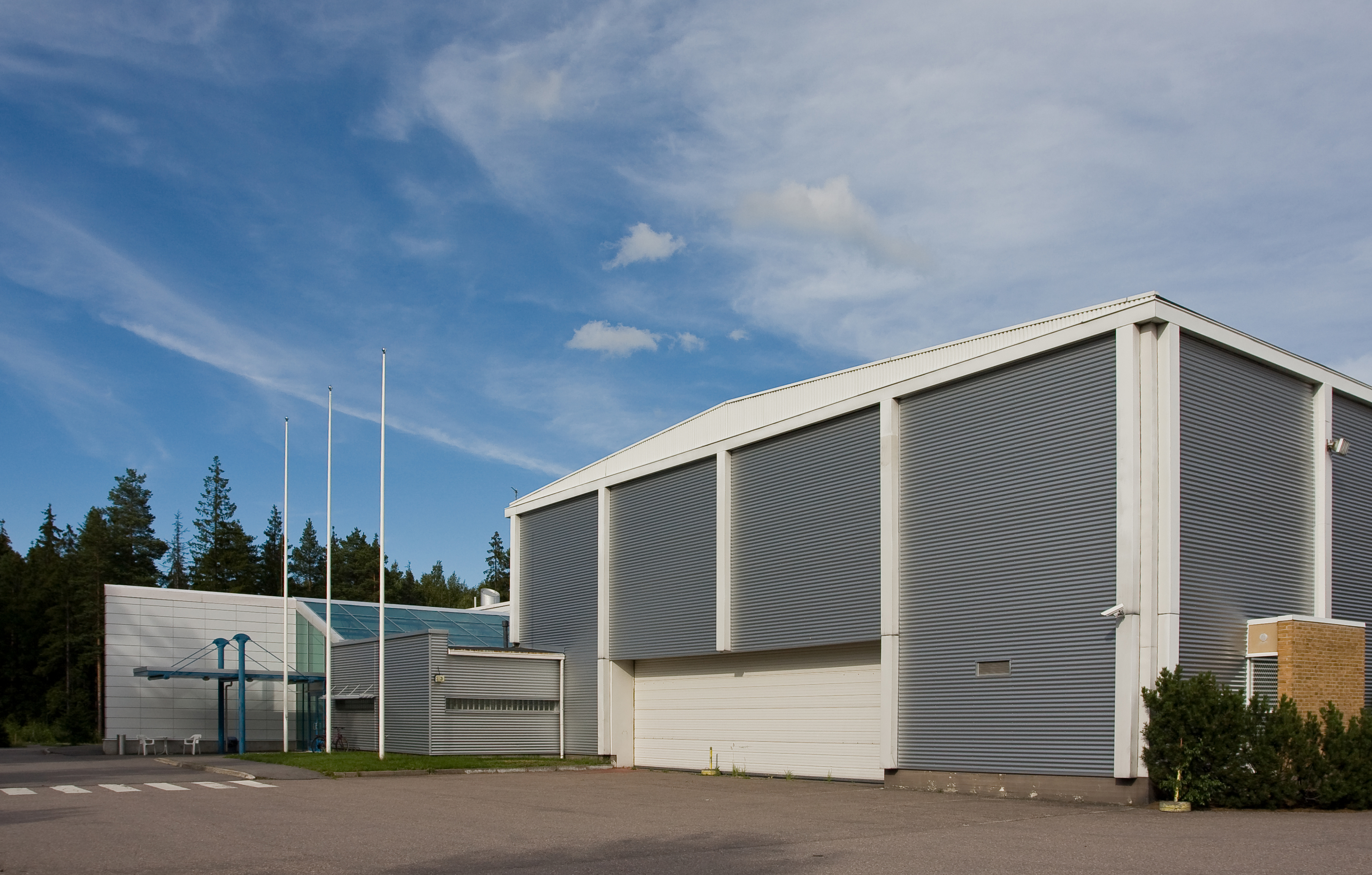
Haupteingang des Finnischen Luftfahrtmuseums

Das Finnische Luftfahrtmuseum (finnisch: Suomen ilmailumuseo) zeigt die Entwicklung der Luftfahrt in Finnland. Das Museum liegt in der Nähe des Flughafens Helsinki-Vantaa in der Stadt Vantaa.

## Geschichte
Das Museum eröffnete seine erste Ausstellung im Jahre 1972 am Flugplatz Helsinki-Vantaa. Seit 1981 befindet sich das Museum am heutigen Standort. Das Museum ist seit 1996 im Besitz der Suomen Ilmailumuseosäätiö (Stiftung finnisches Luftfahrtmuseum), die auch der Betreiber ist.

## Exponate

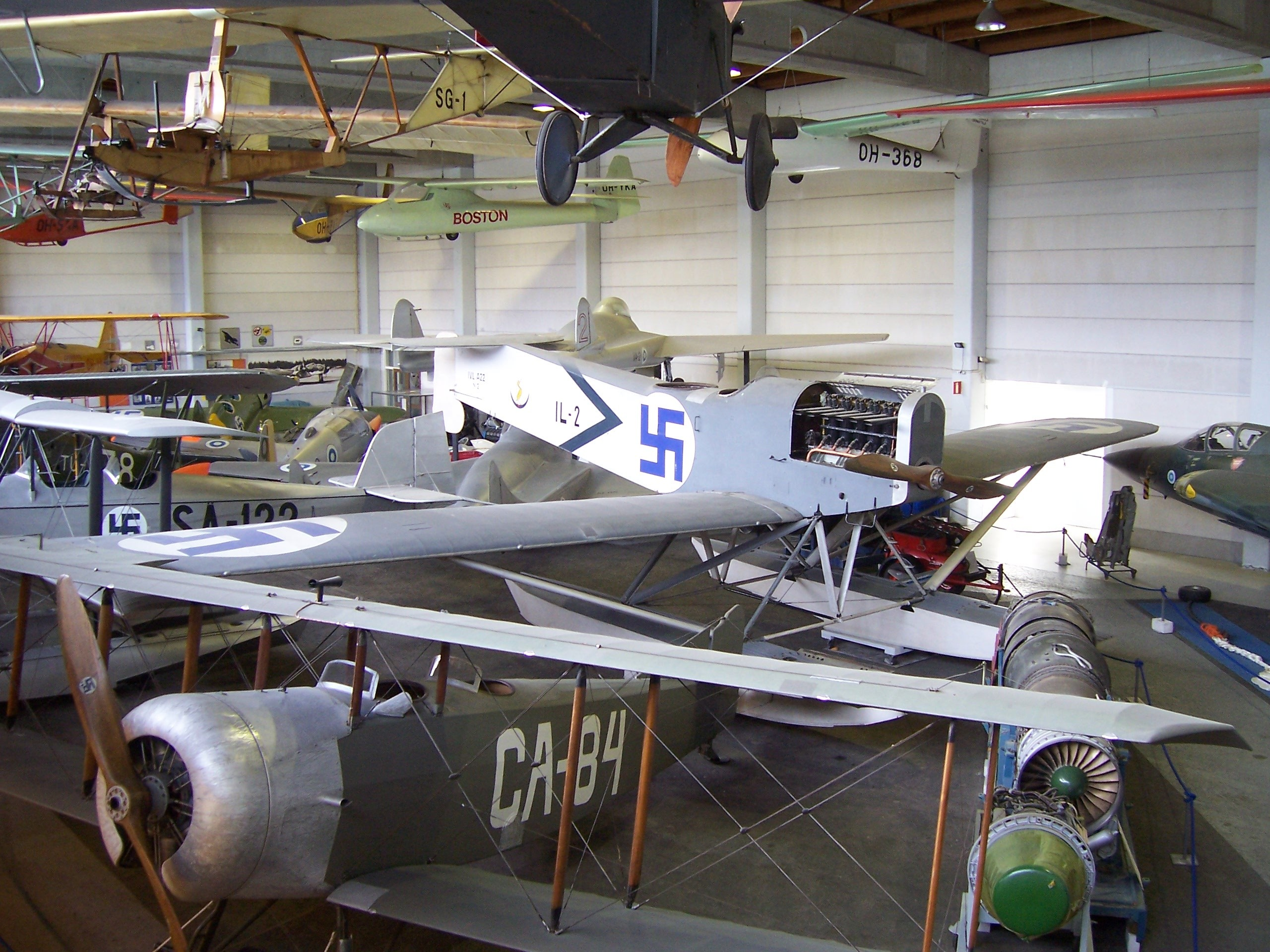
Ausstellungshalle 1

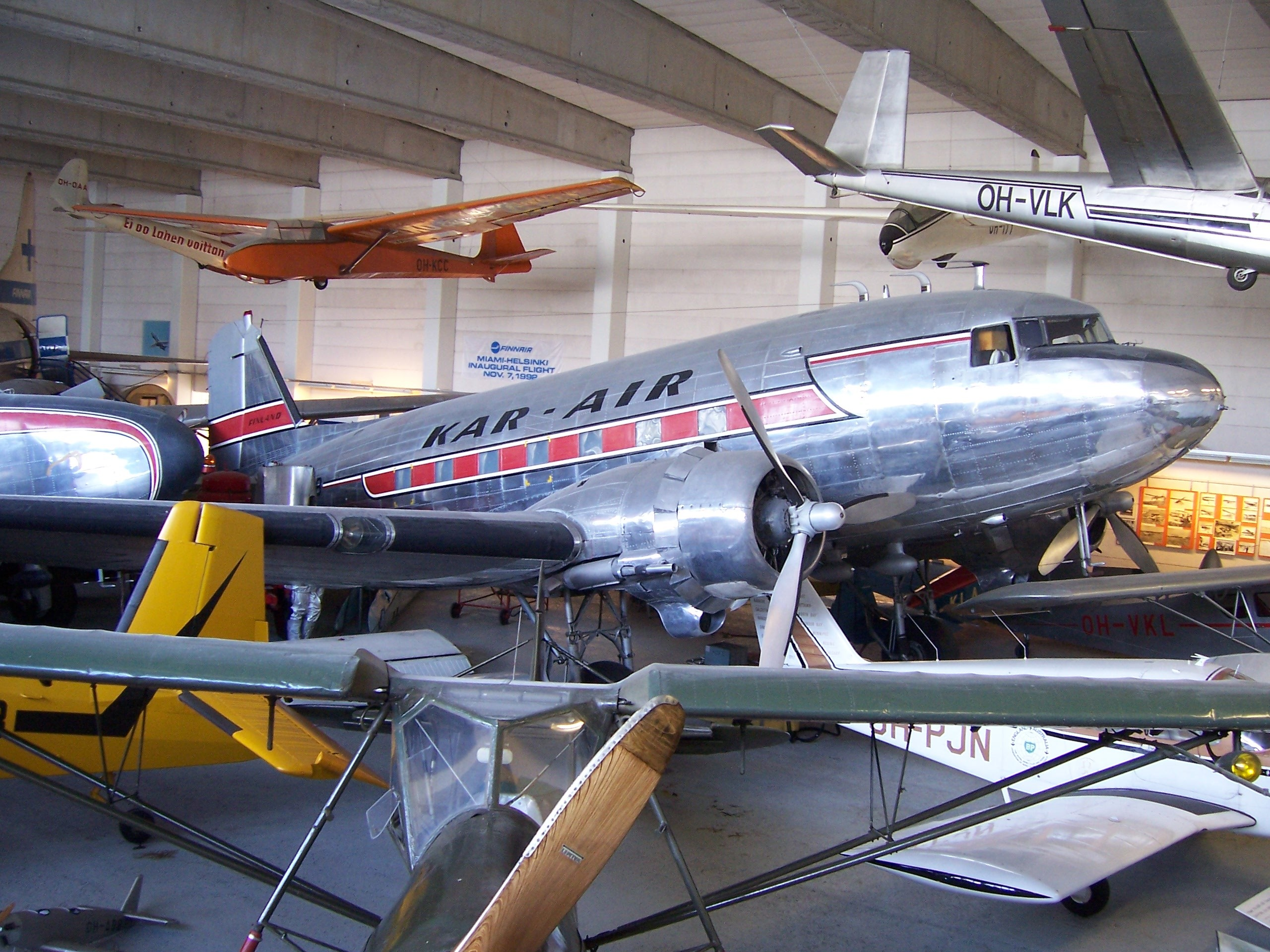
Ausstellungshalle 2

Die folgenden Flugzeuge und Triebwerke sind nur eine Auswahl der Ausstellung von 7.000 Objekten. Viele Exponate warten noch in Lagern auf ihre Restaurierung.

### Propellerflugzeuge
- Adaridi AD 3
- Bristol Blenheim Mk I (Heck)
- Caudron C.60
- Convair CV-440 Metropolitan
- De Havilland Canada DHC-2 Beaver
- Douglas DC-2 (Rumpf)
- Douglas DC-3
- Fieseler Fi 156 K-1 Storch
- Focke-Wulf Fw 44 J Stieglitz
- Gloster Gamecock Mk II (Wrack)
- IVL A.22 Hansa
- Junkers A 50 Junior, OH-ABB, WNr. 3530 ex D-1915, ausgestellt im Terminal am Flugplatz Helsinki-Vantaa
- Karhumäki Karhu 48B
- Karhumäki Viri
- Klemm L25
- Messerschmitt Bf 109 G-2, MT-208, WNr. 14743, ex RJ+SM, Wrack aus dem Meer vor Pori 1999 geborgen
- PIK-11
- Polikarpow UTI-4 (I-16 UTI)
- VL Pyry II
- VL Sääski II
- VL Tuisku
- VL Viima

### Segelflugzeuge
- DFS Olympia Meise
- Grunau Baby IIb, 2 Flugzeuge
- Let L-13
- Schulgleiter SG 38

### Strahlflugzeuge
- De Havilland DH.100 Vampire
- De Havilland T.55
- Folland Gnat Mk.1
- Fouga Magister
- Saab J 35B Draken
- Saab J 35C Draken

### Hubschrauber
- Bell 47D-1
- Mil Mi-4
- Mil Mi-8P (Freigelände)
- Mil Mi-8T (nicht ausgestellt)

### Tragschrauber
- Kokkola KO-04 Super Upstart

### Triebwerke

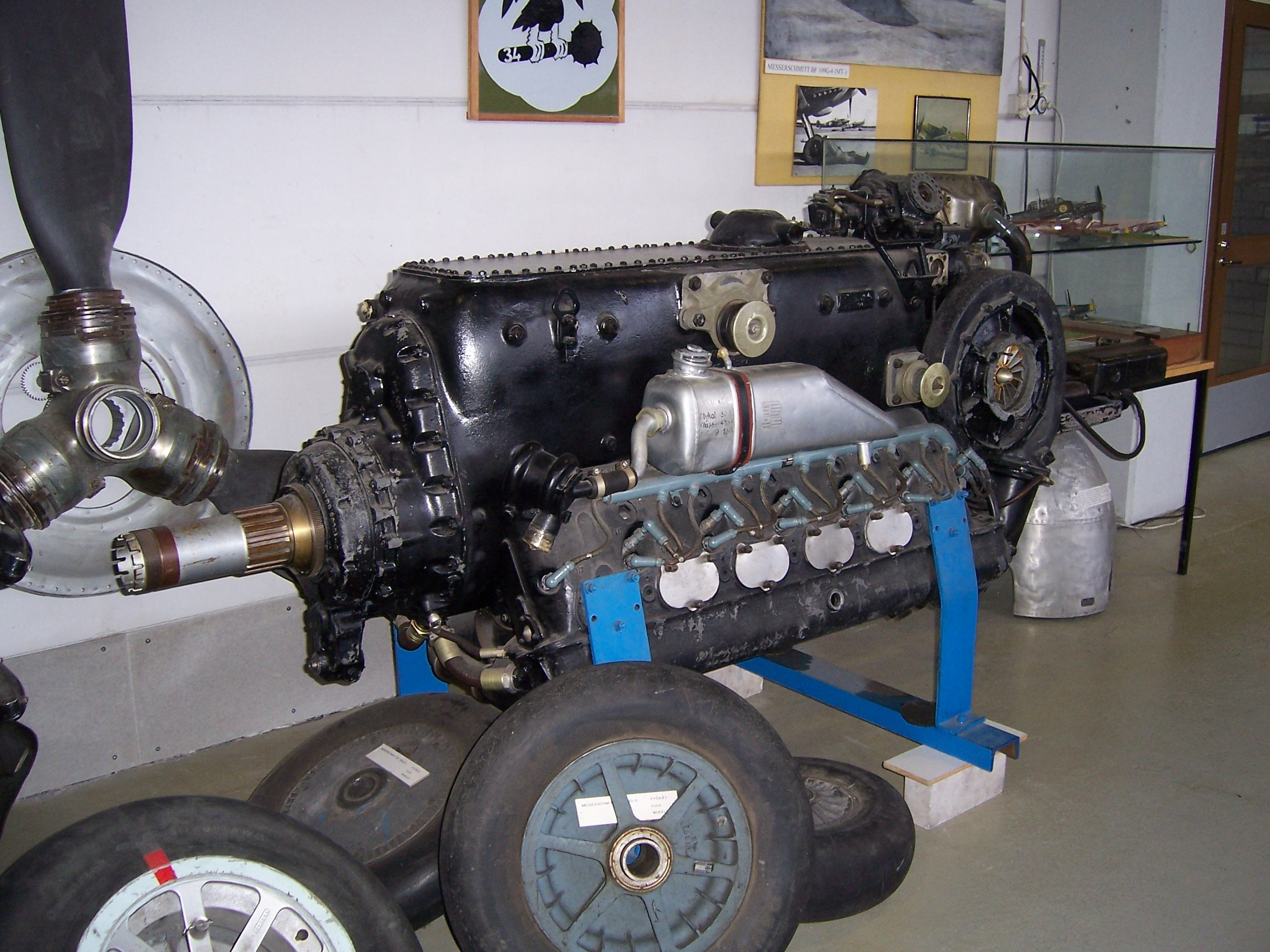
DB 605

- Daimler-Benz DB 605
- Iwtschenko AI-26W